# Forskningsnettet
Forskningsnettet er det danske nationale Forskningsnet. Det drives af Danmarks Tekniske Universitet (DTU). Forskningsnettet blev indfusioneret den 19. april 2012 i Danish e-Infrastructure Cooperation (DeIC).